# 음바타 왕국
음바타 왕국(콩고어: Mbata)은 콩고 왕국의 전신이자 음펨바 카시 북쪽에 있던 반투족 왕국이다.

## 역사
음바타 왕국은 콩고 왕국의 전신으로, 음펨바 카시의 지도자인 니마 아 은지마와 음바타의 왕인 은사 쿠 클라우의 딸인 리쿠에네 루안산제 공주의 결혼으로 시작되었다.이들의 결혼은 두 부족 간의 동맹을 공고히 했다. 이후 태어난 공주의 딸인 니미 아 은지마와 그녀의 남편, 루케니 루안산제는 1367년~1402년 사이에 태어난 루케미 루아 니미라는 아들을 두었는데,  그는 후에 무티누(왕)라는 칭호를 사용한 최초의 지도자가 되었다. 루케미 루아 니미의 군대는 남쪽의 산악 고원 지대에 위치한 음웨네 카붕가 왕국을 정복하고 음웨네 콩고(콩고의 왕)라는 칭호를 사용했다. 음바타 왕국은 콩고 왕국 건국에 큰 영향을 끼쳤기 때문에, 음바타 왕국 항상 왕국 내의 왕국으로서 특권적인 지위를 누렸다. 음바타 왕국의 왕은 마니콩고에 임명되지는 않았지만, 모계를 통해 루케니 루안산제의 후손들에게 계승되었다. 무역과 외교에 적극적이었던 루케니 루안산제의 후손들은 전통적으로 콩고 왕국의 외교를 담당했다.
1914년 포르투갈 제국에 의해 콩고 왕국이 폐지된 후에도 음바타 왕국 통치자들의 혈통은 비밀리에 계속 계승되었다. 이후 앙골라는 1975년 독립을 쟁취했다. 앙골라의 군인 중에는 음바타 왕국 출신의 왕자이자 앙골라군 전술집단 제19여단을 지휘하던 은졸라 메소 안토니우 중령이 있었는데, 그는 1982년 아파르트헤이트 세력의 쿠네네주 침공을 막은 전적이 있다.6+37
2008년, 앙골라는 헌법 제223조와 제224조에 따라 전통 왕국 군주의 지위를 인정하기 시작했다. 음바타 왕국의 전 국왕인 은졸라 메소 안토니우는 왕국의 법정을 재조직하고 본래 콩고 왕국의 일부였던 다른 왕국과 외교 관계를 수립하기 시작했으며 2017년 1월 7일, 통일법에 서명하고 2018년 5월 3일 음웨네 콩고에 즉위했다. 은졸라 메소 안토니우는 2021년 10월 9일 사망했고, 이후 전통에 따라 2023년 7월 29일 마키투 3세가 즉위했다. 즉위식은 포르트벨류두루안다로 알려진 상미겔 요새에서 개최되었으며 미국, 이탈리아, 이스라엘, 모잠비크, 노르웨이 및 바일룬도 와 쿠안하마와 같은 다른 전통 왕국을 포함한 여러 국가의 대사가 참석했다.
마키투 3세의 통치 하의 음바타 왕국은 국제적인 명성을 얻었으며 마키투 3세는 미국, 이탈리아, 아랍에미리트 등 여러 국가의 지도자와 정부로부터 영접을 받았다.
오늘날, 음바타 왕국은 앙골라 헌법 224조에 따라 전통 왕국으로서 앙골라 공화국 내에 존속하고 있다.

## 같이 보기
- 음펨바 카시
- 콩고 왕국